# Jacques Dupont
Jacques Dupont   (Lesat, 19 de juny de 1928 - Sent Joan de Verges, 4 de novembre de 2019) va ser un ciclista francès que fou professional entre 1950 i 1959.
Les seves victòries més destacades foren, com a amateur, la medalla d'or als Jocs Olímpics de Londres de 1948 en la prova en pista del kilòmetre; el Campionat de França en ruta de 1954 i la París-Tours de 1951 i 1955. Aquesta darrera victòria l'aconseguí amb una velocitat mitjana de 43,666 km/h.

## Palmarès
- 1948 (amateur)
  -  Medalla d'or a la prova d'1 km als Jocs Olímpics
  -  Medalla de bronze en la prova de contrarellotge per equips als Jocs Olímpics
  -  Campió de França de persecució
  -  Campió de França militar en ruta
- 1949 (amateur)
  -  Campió de França de persecució
  - 1r a la París-Briare
- 1951
  - 1r a la París-Tours
  - 1r al Gran Premi de la Soierie
  - 1r del Critèrium de Quillan
- 1952
  - 1r al Circuit de l'Indre
  - 1r al Gran Premi d'Arras
  - 1r a Vieilleville
  - 1r a Meymac
- 1953
  - 1r al Critèrium de l'Eco d'Oran
  - 1r a Pamiers
  - 1r a Commentry
  - 1r al Gran Premi de Mans
- 1954
  -  Campió de França en ruta
  - 1r al Circuit de l'Indre
- 1955
  - 1r a la París-Tours
  - 1r del Circuit de l'Aulne
  - 1r al Gran Premi d'Espéraza
  - 1r a La Châtre
- 1956
  - 1r al Gran Premi de Saint Raphaël
  - 1r a La Châtre
  - Vencedor d'una etapa del Critèrium del Dauphiné Libéré
- 1957
  - 1r als Boucles de la Seine
  - 1r al Critèrium de Lodève
- 1958
  - 1r al Tour de Loiret
  - 1r al Critèrium de Lodève
  - 1r a Boucau
  - Vencedor d'una etapa del Tour de l'Arieja

### Resultats al Tour de França
- 1952. Abandona (6a etapa)
- 1953. Abandona (18a etapa)
- 1955. Abandona (5a etapa)